# Kerimbeyli
Kerimbeyli är en ort i Azerbajdzjan.   Den ligger i distriktet Saljan, i den sydöstra delen av landet, 100 km sydväst om huvudstaden Baku. Antalet invånare är 1 921.
Terrängen runt Kerimbeyli är platt. Närmaste större samhälle är Şirvan, 16,3 km norr om Kerimbeyli.
Trakten runt Kerimbeyli består till största delen av jordbruksmark. Runt Kerimbeyli är det ganska tätbefolkat, med 80 invånare per kvadratkilometer.